# Equips participants al Campionat d'Europa de futbol 2020
L'Eurocopa 2020 fou un torneig de futbol que es disputà en onze diferents ciutats d'Europa des de l'11 de juny a l'11 de juliol de 2021. Els 24 equips participants havien de convocar 26 jugadors (tres d'aquests han de ser porters) per l'1 de juny de 2021.
Les posicions de cada jugador són mostrades segons els equips publicats per la UEFA. Les edats corresponen a l'11 de juny de 2021, dia de l'inici del torneig, així com els partits disputats i gols per la selecció i el club de jugador.

## Grup A

### Itàlia
Entrenador: Roberto Mancini.
Itàlia va anunciar el 30 de maig de 2021 una llista preliminar de 28 jugadors. L'equip final va ser anunciat el 2 de juny.
| Dorsal | Posició | Jugador               | Data de naixement/edat     | Partits | Gols | Club                   |
| ------ | ------- | --------------------- | -------------------------- | ------- | ---- | ---------------------- |
| 1      | POR     | Salvatore Sirigu      | 12 Gener 1987 (34 anys)    | 26      | 0    | Torino FC              |
| 2      | DEF     | Giovanni Di Lorenzo   | 4 Agost 1993 (27 anys)     | 7       | 0    | SSC Napoli             |
| 3      | DEF     | Giorgio Chiellini     | 14 Agost 1984 (36 anys)    | 107     | 8    | Juventus FC (capità)   |
| 4      | DEF     | Leonardo Spinazzola   | 25 Març 1993 (28 anys)     | 14      | 0    | AS Roma                |
| 5      | MIG     | Manuel Locatelli      | 8 Gener 1998 (23 anys)     | 10      | 1    | US Sassuolo            |
| 6      | MIG     | Marco Verratti        | 5 Novembre 1992 (28 anys)  | 40      | 3    | Paris Saint-Germain FC |
| 7      | MIG     | Gaetano Castrovilli   | 17 Febrer 1997 (24 anys)   | 2       | 0    | ACF Fiorentina         |
| 8      | MIG     | Jorginho              | 20 Desembre 1991 (29 anys) | 28      | 5    | Chelsea FC             |
| 9      | DAV     | Andrea Belotti        | 20 Desembre 1993 (27 anys) | 33      | 12   | Torino FC              |
| 10     | DAV     | Lorenzo Insigne       | 4 Juny 1991 (30 anys)      | 41      | 8    | SSC Napoli             |
| 11     | DAV     | Domenico Berardi      | 1 Agost 1994 (26 anys)     | 11      | 5    | US Sassuolo            |
| 12     | MIG     | Matteo Pessina        | 21 Abril 1997 (24 anys)    | 5       | 2    | Atalanta BC            |
| 13     | DEF     | Emerson               | 3 Agost 1994 (26 anys)     | 15      | 0    | Chelsea FC             |
| 14     | MIG     | Federico Chiesa       | 25 Octubre 1997 (23 anys)  | 25      | 1    | Juventus FC            |
| 15     | DEF     | Francesco Acerbi      | 10 Febrer 1988 (33 anys)   | 14      | 1    | SS Lazio               |
| 16     | MIG     | Bryan Cristante       | 3 Març 1995 (26 anys)      | 11      | 1    | AS Roma                |
| 17     | DAV     | Ciro Immobile         | 20 Febrer 1990 (31 anys)   | 46      | 13   | SS Lazio               |
| 18     | MIG     | Nicolò Barella        | 7 Febrer 1997 (24 anys)    | 23      | 5    | Inter de Milà          |
| 19     | DEF     | Leonardo Bonucci      | 1 Maig 1987 (34 anys)      | 102     | 7    | Juventus FC            |
| 20     | MIG     | Federico Bernardeschi | 16 Febrer 1994 (27 anys)   | 30      | 6    | Juventus FC            |
| 21     | POR     | Gianluigi Donnarumma  | 25 Febrer 1999 (22 anys)   | 26      | 0    | AC Milan               |
| 22     | DAV     | Giacomo Raspadori     | 18 Febrer 2000 (21 anys)   | 1       | 0    | US Sassuolo            |
| 23     | DEF     | Alessandro Bastoni    | 13 Abril 1999 (22 anys)    | 5       | 0    | Inter de Milà          |
| 24     | DEF     | Alessandro Florenzi   | 11 Març 1991 (30 anys)     | 43      | 2    | Paris Saint-Germain FC |
| 25     | DEF     | Rafael Tolói          | 10 Octubre 1990 (30 anys)  | 3       | 0    | Atalanta BC            |
| 26     | POR     | Alex Meret            | 22 Març 1997 (24 anys)     | 2       | 0    | SSC Napoli             |

### Suissa
Entrenador: Vladimir Petković
Suïssa va anunciar el 19 de maig de 2021 una llista preliminar de 29 jugadors.
| Dorsal | Posició | Jugador             | Data de naixement/edat     | Partits | Gols | Club                            |
| ------ | ------- | ------------------- | -------------------------- | ------- | ---- | ------------------------------- |
| 1      | POR     | Yann Sommer         | 17 Desembre 1988 (32 anys) | 61      | 0    | Borussia Mönchengladbach        |
| 2      | DEF     | Kevin Mbabu         | 19 Abril 1995 (26 anys)    | 12      | 0    | VfL Wolfsburg                   |
| 3      | DEF     | Silvan Widmer       | 5 Març 1993 (28 anys)      | 16      | 1    | FC Basel                        |
| 4      | DEF     | Nico Elvedi         | 30 Setembre 1996 (24 anys) | 26      | 1    | Borussia Mönchengladbach        |
| 5      | DEF     | Manuel Akanji       | 19 Juliol 1995 (25 anys)   | 29      | 0    | Borussia Dortmund               |
| 6      | MIG     | Denis Zakaria       | 20 Novembre 1996 (24 anys) | 32      | 3    | Borussia Mönchengladbach        |
| 7      | DAV     | Breel Embolo        | 14 Febrer 1997 (24 anys)   | 43      | 5    | Borussia Mönchengladbach        |
| 8      | MIG     | Remo Freuler        | 15 Abril 1992 (29 anys)    | 29      | 3    | Atalanta BC                     |
| 9      | DAV     | Haris Seferovic     | 22 Febrer 1992 (29 anys)   | 74      | 21   | SL Benfica                      |
| 10     | MIG     | Granit Xhaka        | 27 Setembre 1992 (28 anys) | 94      | 12   | Arsenal FC (capità)             |
| 11     | MIG     | Ruben Vargas        | 5 Agost 1998 (22 anys)     | 12      | 2    | FC Augsburg                     |
| 12     | POR     | Yvon Mvogo          | 6 Juny 1994 (27 anys)      | 4       | 0    | PSV Eindhoven                   |
| 13     | DEF     | Ricardo Rodríguez   | 25 Agost 1992 (28 anys)    | 81      | 9    | Torino FC                       |
| 14     | MIG     | Steven Zuber        | 17 Agost 1991 (29 anys)    | 37      | 8    | Eintracht Frankfurt             |
| 15     | MIG     | Djibril Sow         | 6 Febrer 1997 (24 anys)    | 16      | 0    | Eintracht Frankfurt             |
| 16     | MIG     | Christian Fassnacht | 11 Novembre 1993 (27 anys) | 8       | 3    | Young Boys                      |
| 17     | DEF     | Loris Benito        | 7 Gener 1992 (29 anys)     | 12      | 1    | FC Girondins de Bordeus         |
| 18     | DAV     | Admir Mehmedi       | 16 Març 1991 (30 anys)     | 74      | 10   | VfL Wolfsburg                   |
| 19     | DAV     | Mario Gavranović    | 24 Novembre 1989 (31 anys) | 30      | 14   | Dinamo de Zagreb                |
| 20     | MIG     | Edimilson Fernandes | 15 Abril 1996 (25 anys)    | 22      | 2    | Mainz 05                        |
| 21     | POR     | Jonas Omlin         | 10 Gener 1994 (27 anys)    | 2       | 0    | Montpellier HSC (until 13 June) |
| 21     | POR     | Gregor Kobel        | 6 Desembre 1997 (23 anys)  | 0       | 0    | VfB Stuttgart (from 13 June)    |
| 22     | DEF     | Fabian Schär        | 20 Desembre 1991 (29 anys) | 60      | 8    | Newcastle United FC             |
| 23     | MIG     | Xherdan Shaqiri     | 10 Octubre 1991 (29 anys)  | 91      | 23   | Liverpool FC                    |
| 24     | DEF     | Bećir Omeragić      | 20 Gener 2002 (19 anys)    | 4       | 0    | FC Zürich                       |
| 25     | DEF     | Eray Cömert         | 4 Febrer 1998 (23 anys)    | 6       | 0    | FC Basel                        |
| 26     | DEF     | Jordan Lotomba      | 29 Setembre 1998 (22 anys) | 2       | 0    | OGC Nice                        |

### Turquia
Entrenador: Şenol Güneş
Una llista preliminar de 30 jugadors es va anunciar el 14 de maig de 2021. L'equip final va ser anunciat l'1 de juny.
| Dorsal | Posició | Jugador          | Data de naixement/edat     | Partits | Gols | Club                    |
| ------ | ------- | ---------------- | -------------------------- | ------- | ---- | ----------------------- |
| 1      | POR     | Mert Günok       | 1 Març 1989 (32 anys)      | 22      | 0    | İstanbul Başakşehir     |
| 2      | DEF     | Zeki Çelik       | 17 Febrer 1997 (24 anys)   | 20      | 2    | Lille OSC               |
| 3      | DEF     | Merih Demiral    | 5 Març 1998 (23 anys)      | 21      | 0    | Juventus FC             |
| 4      | DEF     | Çağlar Söyüncü   | 23 Maig 1996 (25 anys)     | 35      | 2    | Leicester City FC       |
| 5      | MIG     | Okay Yokuşlu     | 9 Març 1994 (27 anys)      | 34      | 1    | West Bromwich Albion FC |
| 6      | MIG     | Ozan Tufan       | 23 Març 1995 (26 anys)     | 60      | 9    | Fenerbahçe SK           |
| 7      | DAV     | Cengiz Ünder     | 14 Juliol 1997 (23 anys)   | 29      | 9    | Leicester City FC       |
| 8      | MIG     | Dorukhan Toköz   | 21 Maig 1996 (25 anys)     | 9       | 1    | Beşiktaş JK             |
| 9      | DAV     | Kenan Karaman    | 5 Març 1994 (27 anys)      | 22      | 5    | Fortuna Düsseldorf      |
| 10     | MIG     | Hakan Çalhanoğlu | 8 Febrer 1994 (27 anys)    | 56      | 13   | AC Milan                |
| 11     | DAV     | Yusuf Yazıcı     | 29 Gener 1997 (24 anys)    | 31      | 1    | Lille OSC               |
| 12     | POR     | Altay Bayındır   | 14 Abril 1998 (23 anys)    | 1       | 0    | Fenerbahçe SK           |
| 13     | DEF     | Umut Meraş       | 20 Desembre 1995 (25 anys) | 13      | 0    | Le Havre AC             |
| 14     | MIG     | Taylan Antalyalı | 8 Gener 1995 (26 anys)     | 6       | 0    | Galatasaray             |
| 15     | DEF     | Ozan Kabak       | 25 Març 2000 (21 anys)     | 12      | 0    | Liverpool FC            |
| 16     | DAV     | Enes Ünal        | 10 Maig 1997 (24 anys)     | 22      | 2    | Getafe CF               |
| 17     | DAV     | Burak Yılmaz     | 15 Juliol 1985 (35 anys)   | 67      | 29   | Lille OSC (capità)      |
| 18     | DEF     | Rıdvan Yılmaz    | 21 Maig 2001 (20 anys)     | 2       | 0    | Beşiktaş JK             |
| 19     | MIG     | Orkun Kökçü      | 29 Desembre 2000 (20 anys) | 6       | 0    | Feyenoord               |
| 20     | MIG     | Abdülkadir Ömür  | 25 Juny 1999 (21 anys)     | 9       | 0    | Trabzonspor             |
| 21     | MIG     | İrfan Kahveci    | 15 Juliol 1995 (25 anys)   | 18      | 0    | Fenerbahçe SK           |
| 22     | DEF     | Kaan Ayhan       | 10 Novembre 1994 (26 anys) | 37      | 4    | US Sassuolo             |
| 23     | POR     | Uğurcan Çakır    | 5 Abril 1996 (25 anys)     | 8       | 0    | Trabzonspor             |
| 24     | MIG     | Kerem Aktürkoğlu | 21 Octubre 1998 (22 anys)  | 1       | 0    | Galatasaray             |
| 25     | DEF     | Mert Müldür      | 3 Abril 1999 (22 anys)     | 8       | 0    | US Sassuolo             |
| 26     | MIG     | Halil Dervişoğlu | 8 Desembre 1999 (21 anys)  | 2       | 1    | Galatasaray             |

### Gal·les
Entrenador: Rob Page
L'Associació de Futbol de Gal·les va anunciar el 23 d'abril de 2021 que Rob Page seria l'entrenador de la selecció a l'Eurocopa, després que l'entrenador Ryan Giggs no pogués perquè havia de comparèixer en un judici. Un equip preliminar de 24 jugadors va ser anunciat el 24 de maig. El 31 de maig es va incloure Tom Lockyer en reemplaçament del lesionat James Lawrence.
| Dorsal | Posició | Jugador                | Data de naixement/edat     | Partits | Gols | Club                          |
| ------ | ------- | ---------------------- | -------------------------- | ------- | ---- | ----------------------------- |
| 1      | POR     | Wayne Hennessey        | 24 Gener 1987 (34 anys)    | 96      | 0    | Crystal Palace FC             |
| 2      | DEF     | Chris Gunter           | 21 Juliol 1989 (31 anys)   | 101     | 0    | Charlton Athletic FC          |
| 3      | DEF     | Neco Williams          | 13 Abril 2001 (20 anys)    | 11      | 1    | Liverpool FC                  |
| 4      | DEF     | Ben Davies             | 24 Abril 1993 (28 anys)    | 60      | 0    | Tottenham Hotspur FC          |
| 5      | DEF     | Tom Lockyer            | 3 Desembre 1994 (26 anys)  | 13      | 0    | Luton Town FC                 |
| 6      | DEF     | Joe Rodon              | 22 Octubre 1997 (23 anys)  | 14      | 0    | Tottenham Hotspur FC          |
| 7      | MIG     | Joe Allen              | 14 Març 1990 (31 anys)     | 59      | 2    | Stoke City FC                 |
| 8      | MIG     | Harry Wilson           | 22 Març 1997 (24 anys)     | 26      | 5    | Cardiff City FC               |
| 9      | DAV     | Tyler Roberts          | 12 Gener 1999 (22 anys)    | 14      | 0    | Leeds United FC               |
| 10     | MIG     | Aaron Ramsey           | 26 Desembre 1990 (30 anys) | 63      | 16   | Juventus FC                   |
| 11     | DAV     | Gareth Bale            | 16 Juliol 1989 (31 anys)   | 92      | 33   | Tottenham Hotspur FC (capità) |
| 12     | POR     | Danny Ward             | 22 Juny 1993 (27 anys)     | 13      | 0    | Leicester City FC             |
| 13     | DAV     | Kieffer Moore          | 8 Agost 1992 (28 anys)     | 17      | 5    | Cardiff City FC               |
| 14     | DEF     | Connor Roberts         | 23 Setembre 1995 (25 anys) | 26      | 1    | Swansea City AFC              |
| 15     | DEF     | Ethan Ampadu           | 14 Setembre 2000 (20 anys) | 23      | 0    | Sheffield United FC           |
| 16     | MIG     | Joe Morrell            | 3 Gener 1997 (24 anys)     | 15      | 0    | Luton Town FC                 |
| 17     | DEF     | Rhys Norrington-Davies | 22 Abril 1999 (22 anys)    | 5       | 0    | Stoke City FC                 |
| 18     | MIG     | Jonny Williams         | 9 Octubre 1993 (27 anys)   | 28      | 1    | Cardiff City FC               |
| 19     | MIG     | David Brooks           | 8 Juliol 1997 (23 anys)    | 18      | 2    | AFC Bournemouth               |
| 20     | MIG     | Daniel James           | 10 Novembre 1997 (23 anys) | 20      | 4    | Manchester United FC          |
| 21     | POR     | Adam Davies            | 17 Juliol 1992 (28 anys)   | 2       | 0    | Stoke City FC                 |
| 22     | DEF     | Chris Mepham           | 5 Novembre 1997 (23 anys)  | 18      | 0    | AFC Bournemouth               |
| 23     | MIG     | Dylan Levitt           | 17 Novembre 2000 (20 anys) | 8       | 0    | Istra 1961                    |
| 24     | DEF     | Ben Cabango            | 30 Maig 2000 (21 anys)     | 3       | 0    | Swansea City AFC              |
| 25     | MIG     | Rubin Colwill          | 27 Abril 2002 (19 anys)    | 1       | 0    | Cardiff City FC               |
| 26     | MIG     | Matthew Smith          | 22 Novembre 1999 (21 anys) | 14      | 0    | Doncaster Rovers              |

## Grup B

### Bèlgica
Entrenador:  Robert Martínez
Es va anunciar l'equip el 17 de maig de 2021.
| Dorsal | Posició | Jugador            | Data de naixement/edat     | Partits | Gols | Club                               |
| ------ | ------- | ------------------ | -------------------------- | ------- | ---- | ---------------------------------- |
| 1      | POR     | Thibaut Courtois   | 11 Maig 1992 (29 anys)     | 84      | 0    | Reial Madrid                       |
| 2      | DEF     | Toby Alderweireld  | 2 Març 1989 (32 anys)      | 109     | 5    | Tottenham Hotspur FC               |
| 3      | DEF     | Thomas Vermaelen   | 14 Novembre 1985 (35 anys) | 80      | 2    | Vissel Kobe                        |
| 4      | DEF     | Dedryck Boyata     | 28 Novembre 1990 (30 anys) | 23      | 0    | Hertha BSC                         |
| 5      | DEF     | Jan Vertonghen     | 24 Abril 1987 (34 anys)    | 127     | 9    | SL Benfica                         |
| 6      | MIG     | Axel Witsel        | 12 Gener 1989 (32 anys)    | 110     | 10   | Borussia Dortmund                  |
| 7      | MIG     | Kevin De Bruyne    | 28 Juny 1991 (29 anys)     | 80      | 21   | Manchester City FC                 |
| 8      | MIG     | Youri Tielemans    | 7 Maig 1997 (24 anys)      | 39      | 4    | Leicester City FC                  |
| 9      | DAV     | Romelu Lukaku      | 13 Maig 1993 (28 anys)     | 93      | 60   | Inter de Milà                      |
| 10     | MIG     | Eden Hazard        | 7 Gener 1991 (30 anys)     | 107     | 32   | Reial Madrid (capità)              |
| 11     | MIG     | Yannick Carrasco   | 4 Setembre 1993 (27 anys)  | 46      | 6    | Atlètic de Madrid                  |
| 12     | POR     | Simon Mignolet     | 6 Març 1988 (33 anys)      | 31      | 0    | Club Brugge (until 28 June)        |
| 12     | POR     | Thomas Kaminski    | 23 Octubre 1992 (28 anys)  | 0       | 0    | Blackburn Rovers FC (from 28 June) |
| 13     | POR     | Matz Sels          | 26 Febrer 1992 (29 anys)   | 1       | 0    | Strasbourg                         |
| 14     | DAV     | Dries Mertens      | 6 Maig 1987 (34 anys)      | 98      | 21   | SSC Napoli                         |
| 15     | DEF     | Thomas Meunier     | 12 Setembre 1991 (29 anys) | 47      | 7    | Borussia Dortmund                  |
| 16     | MIG     | Thorgan Hazard     | 29 Març 1993 (28 anys)     | 35      | 6    | Borussia Dortmund                  |
| 17     | MIG     | Hans Vanaken       | 24 Agost 1992 (28 anys)    | 10      | 2    | Club Brugge                        |
| 18     | DEF     | Jason Denayer      | 28 Juny 1995 (25 anys)     | 25      | 1    | Olympique de Lió                   |
| 19     | MIG     | Leander Dendoncker | 15 Abril 1995 (26 anys)    | 17      | 0    | Wolverhampton Wanderers FC         |
| 20     | DAV     | Christian Benteke  | 3 Desembre 1990 (30 anys)  | 39      | 16   | Crystal Palace FC                  |
| 21     | DEF     | Timothy Castagne   | 5 Desembre 1995 (25 anys)  | 14      | 2    | Leicester City FC                  |
| 22     | MIG     | Nacer Chadli       | 2 Agost 1989 (31 anys)     | 64      | 8    | İstanbul Başakşehir                |
| 23     | DAV     | Michy Batshuayi    | 2 Octubre 1993 (27 anys)   | 34      | 22   | Crystal Palace FC                  |
| 24     | DAV     | Leandro Trossard   | 4 Desembre 1994 (26 anys)  | 7       | 2    | Brighton & Hove Albion FC          |
| 25     | DAV     | Jérémy Doku        | 27 Maig 2002 (19 anys)     | 8       | 2    | Stade Rennais FC                   |
| 26     | MIG     | Dennis Praet       | 14 Maig 1994 (27 anys)     | 11      | 1    | Leicester City FC                  |

### Dinamarca
Entrenador: Kasper Hjulmand
L'equip va ser anunciat el 25 de maig de 2021.
| Dorsal | Posició | Jugador               | Data de naixement/edat     | Partits | Gols | Club                 |
| ------ | ------- | --------------------- | -------------------------- | ------- | ---- | -------------------- |
| 1      | POR     | Kasper Schmeichel     | 5 Novembre 1986 (34 anys)  | 65      | 0    | Leicester City FC    |
| 2      | DEF     | Joachim Andersen      | 31 Maig 1996 (25 anys)     | 5       | 0    | Fulham FC            |
| 3      | DEF     | Jannik Vestergaard    | 3 Agost 1992 (28 anys)     | 22      | 1    | Southampton FC       |
| 4      | DEF     | Simon Kjær            | 26 Març 1989 (32 anys)     | 107     | 3    | AC Milan (capità)    |
| 5      | DEF     | Joakim Mæhle          | 20 Maig 1997 (24 anys)     | 10      | 2    | Atalanta BC          |
| 6      | DEF     | Andreas Christensen   | 10 Abril 1996 (25 anys)    | 41      | 1    | Chelsea FC           |
| 7      | MIG     | Robert Skov           | 20 Maig 1996 (25 anys)     | 10      | 5    | 1899 Hoffenheim      |
| 8      | MIG     | Thomas Delaney        | 3 Setembre 1991 (29 anys)  | 54      | 5    | Borussia Dortmund    |
| 9      | DAV     | Martin Braithwaite    | 5 Juny 1991 (30 anys)      | 50      | 9    | FC Barcelona         |
| 10     | MIG     | Christian Eriksen     | 14 Febrer 1992 (29 anys)   | 108     | 36   | Inter de Milà        |
| 11     | DAV     | Andreas Skov Olsen    | 29 Desembre 1999 (21 anys) | 6       | 3    | Bologna FC 1909      |
| 12     | DAV     | Kasper Dolberg        | 6 Octubre 1997 (23 anys)   | 26      | 7    | OGC Nice             |
| 13     | DEF     | Mathias Jørgensen     | 23 Abril 1990 (31 anys)    | 35      | 2    | Copenhagen           |
| 14     | DAV     | Mikkel Damsgaard      | 3 Juliol 2000 (20 anys)    | 3       | 2    | UC Sampdoria         |
| 15     | MIG     | Christian Nørgaard    | 10 Març 1994 (27 anys)     | 4       | 0    | Brentford FC         |
| 16     | POR     | Jonas Lössl           | 1 Febrer 1989 (32 anys)    | 1       | 0    | Midtjylland          |
| 17     | DEF     | Jens Stryger Larsen   | 21 Febrer 1991 (30 anys)   | 36      | 2    | Udinese Calcio       |
| 18     | MIG     | Daniel Wass           | 31 Maig 1989 (32 anys)     | 30      | 0    | València CF          |
| 19     | DAV     | Jonas Wind            | 7 Febrer 1999 (22 anys)    | 7       | 3    | Copenhagen           |
| 20     | DAV     | Yussuf Poulsen        | 15 Juny 1994 (26 anys)     | 54      | 8    | RB Leipzig           |
| 21     | DAV     | Andreas Cornelius     | 16 Març 1993 (28 anys)     | 28      | 6    | Parma                |
| 22     | POR     | Frederik Rønnow       | 4 Agost 1992 (28 anys)     | 8       | 0    | FC Schalke 04        |
| 23     | MIG     | Pierre-Emile Højbjerg | 5 Agost 1995 (25 anys)     | 41      | 4    | Tottenham Hotspur FC |
| 24     | MIG     | Mathias Jensen        | 1 Gener 1996 (25 anys)     | 6       | 1    | Brentford FC         |
| 25     | MIG     | Anders Christiansen   | 8 Juny 1990 (31 anys)      | 4       | 0    | Malmö FF             |
| 26     | DEF     | Nicolai Boilesen      | 16 Febrer 1992 (29 anys)   | 20      | 1    | Copenhagen           |

### Finlàndia
Entrenador: Markku Kanerva
Finlàndia va anunciar una llista preliminar de 29 jugadors el 25 de maig de 2021. L'equip final va ser anunciat l'1 de juny.
| Dorsal | Posició | Jugador              | Data de naixement/edat     | Partits | Gols | Club                   |
| ------ | ------- | -------------------- | -------------------------- | ------- | ---- | ---------------------- |
| 1      | POR     | Lukáš Hrádecký       | 24 Novembre 1989 (31 anys) | 65      | 0    | Bayer Leverkusen       |
| 2      | DEF     | Paulus Arajuuri      | 15 Juny 1988 (32 anys)     | 51      | 3    | Pafos FC               |
| 3      | DEF     | Daniel O'Shaughnessy | 14 Setembre 1994 (26 anys) | 11      | 0    | HJK                    |
| 4      | DEF     | Joona Toivio         | 10 Març 1988 (33 anys)     | 73      | 3    | BK Häcken              |
| 5      | DEF     | Leo Väisänen         | 23 Juliol 1997 (23 anys)   | 8       | 0    | IF Elfsborg            |
| 6      | MIG     | Glen Kamara          | 28 Octubre 1995 (25 anys)  | 31      | 1    | Rangers FC             |
| 7      | MIG     | Robert Taylor        | 21 Octubre 1994 (26 anys)  | 19      | 1    | Brann                  |
| 8      | MIG     | Robin Lod            | 17 Abril 1993 (28 anys)    | 43      | 4    | Minnesota United FC    |
| 9      | MIG     | Fredrik Jensen       | 9 Setembre 1997 (23 anys)  | 18      | 7    | FC Augsburg            |
| 10     | DAV     | Teemu Pukki          | 29 Març 1990 (31 anys)     | 91      | 30   | Norwich City FC        |
| 11     | MIG     | Rasmus Schüller      | 18 Juny 1991 (29 anys)     | 49      | 0    | Djurgårdens IF         |
| 12     | POR     | Jesse Joronen        | 21 Març 1993 (28 anys)     | 14      | 0    | Brescia Calcio         |
| 13     | MIG     | Pyry Soiri           | 22 Setembre 1994 (26 anys) | 31      | 5    | Esbjerg                |
| 14     | MIG     | Tim Sparv            | 20 Febrer 1987 (34 anys)   | 81      | 1    | AEL (capità)           |
| 15     | DEF     | Niko Hämäläinen      | 5 Març 1997 (24 anys)      | 7       | 0    | Queens Park Rangers FC |
| 16     | DEF     | Thomas Lam           | 18 Desembre 1993 (27 anys) | 26      | 0    | PEC Zwolle             |
| 17     | MIG     | Nikolai Alho         | 12 Març 1993 (28 anys)     | 12      | 0    | MTK Budapest           |
| 18     | DEF     | Jere Uronen          | 13 Juliol 1994 (26 anys)   | 49      | 1    | KRC Genk               |
| 19     | MIG     | Joni Kauko           | 12 Juliol 1990 (30 anys)   | 25      | 0    | Esbjerg                |
| 20     | DAV     | Joel Pohjanpalo      | 13 Setembre 1994 (26 anys) | 42      | 9    | Union Berlin           |
| 21     | DAV     | Lassi Lappalainen    | 24 Agost 1998 (22 anys)    | 8       | 0    | CF Montréal            |
| 22     | DEF     | Jukka Raitala        | 15 Setembre 1988 (32 anys) | 52      | 0    | Minnesota United FC    |
| 23     | POR     | Anssi Jaakkola       | 13 Març 1987 (34 anys)     | 3       | 0    | Bristol Rovers FC      |
| 24     | MIG     | Onni Valakari        | 18 Agost 1999 (21 anys)    | 5       | 1    | Pafos FC               |
| 25     | DEF     | Robert Ivanov        | 19 Setembre 1994 (26 anys) | 4       | 0    | Warta Poznań           |
| 26     | DAV     | Marcus Forss         | 18 Juny 1999 (21 anys)     | 5       | 1    | Brentford FC           |

### Rússsia
Entrenador: Stanislav Cherchesov
Es va anunciar un equip preliminar de 30 jugadors l'11 de maig de 2021.
| Dorsal | Posició | Jugador              | Data de naixement/edat     | Partits | Gols | Club                            |
| ------ | ------- | -------------------- | -------------------------- | ------- | ---- | ------------------------------- |
| 1      | POR     | Anton Shunin         | 27 Gener 1987 (34 anys)    | 12      | 0    | Dynamo Moscow                   |
| 2      | DEF     | Mário Fernandes      | 19 Setembre 1990 (30 anys) | 29      | 5    | CSKA Moscou                     |
| 3      | DEF     | Igor Diveyev         | 27 Setembre 1999 (21 anys) | 4       | 0    | CSKA Moscou                     |
| 4      | DEF     | Vyacheslav Karavayev | 20 Maig 1995 (26 anys)     | 13      | 2    | Zenit Saint Petersburg          |
| 5      | DEF     | Andrei Semyonov      | 24 Març 1989 (32 anys)     | 26      | 0    | Akhmat Grozny                   |
| 6      | MIG     | Denis Cheryshev      | 26 Desembre 1990 (30 anys) | 30      | 12   | València CF                     |
| 7      | MIG     | Magomed Ozdoyev      | 5 Novembre 1992 (28 anys)  | 32      | 4    | Zenit Saint Petersburg          |
| 8      | MIG     | Dmitri Barinov       | 11 Setembre 1996 (24 anys) | 5       | 0    | Lokomotiv Moscou                |
| 9      | DAV     | Aleksandr Sobolev    | 7 Març 1997 (24 anys)      | 6       | 3    | FK Spartak Moscou               |
| 10     | DAV     | Anton Zabolotny      | 13 Juny 1991 (29 anys)     | 13      | 1    | Sochi                           |
| 11     | MIG     | Roman Zobnin         | 11 Febrer 1994 (27 anys)   | 35      | 0    | FK Spartak Moscou               |
| 12     | POR     | Yury Dyupin          | 17 Març 1988 (33 anys)     | 0       | 0    | Rubin Kazan                     |
| 13     | DEF     | Fyodor Kudryashov    | 5 Abril 1987 (34 anys)     | 44      | 1    | Antalyaspor                     |
| 14     | DEF     | Georgi Dzhikiya      | 21 Novembre 1993 (27 anys) | 33      | 1    | FK Spartak Moscou               |
| 15     | MIG     | Aleksei Miranchuk    | 17 Octubre 1995 (25 anys)  | 33      | 5    | Atalanta BC                     |
| 16     | POR     | Matvei Safonov       | 25 Febrer 1999 (22 anys)   | 1       | 0    | FC Krasnodar                    |
| 17     | MIG     | Aleksandr Golovin    | 30 Maig 1996 (25 anys)     | 38      | 5    | AS Monaco                       |
| 18     | MIG     | Yuri Zhirkov         | 20 Agost 1983 (37 anys)    | 104     | 2    | Zenit Saint Petersburg          |
| 19     | MIG     | Rifat Zhemaletdinov  | 20 Setembre 1996 (24 anys) | 4       | 0    | Lokomotiv Moscou                |
| 20     | MIG     | Aleksei Ionov        | 18 Febrer 1989 (32 anys)   | 35      | 4    | FC Krasnodar                    |
| 21     | MIG     | Daniil Fomin         | 2 Març 1997 (24 anys)      | 4       | 0    | Dynamo Moscow                   |
| 22     | DAV     | Artem Dzyuba         | 22 Agost 1988 (32 anys)    | 52      | 29   | Zenit Saint Petersburg (capità) |
| 23     | MIG     | Daler Kuzyayev       | 15 Gener 1993 (28 anys)    | 34      | 2    | Zenit Saint Petersburg          |
| 24     | DEF     | Roman Yevgenyev      | 23 Febrer 1999 (22 anys)   | 1       | 0    | Dynamo Moscow                   |
| 25     | MIG     | Denis Makarov        | 18 Febrer 1998 (23 anys)   | 0       | 0    | Rubin Kazan                     |
| 26     | MIG     | Maksim Mukhin        | 4 Novembre 2001 (19 anys)  | 2       | 0    | Lokomotiv Moscou                |

## Grup C

### Àustria
Entrenador:  Franco Foda
L'equip final va ser anunciat el 24 de maig de 2021.
| Dorsal | Posició | Jugador               | Data de naixement/edat     | Partits | Gols | Club                      |
| ------ | ------- | --------------------- | -------------------------- | ------- | ---- | ------------------------- |
| 1      | POR     | Alexander Schlager    | 1 Febrer 1996 (25 anys)    | 6       | 0    | LASK                      |
| 2      | DEF     | Andreas Ulmer         | 30 Octubre 1985 (35 anys)  | 24      | 0    | Red Bull Salzburg         |
| 3      | DEF     | Aleksandar Dragović   | 6 Març 1991 (30 anys)      | 90      | 2    | Bayer Leverkusen          |
| 4      | DEF     | Martin Hinteregger    | 7 Setembre 1992 (28 anys)  | 55      | 4    | Eintracht Frankfurt       |
| 5      | DEF     | Stefan Posch          | 14 Maig 1997 (24 anys)     | 11      | 1    | 1899 Hoffenheim           |
| 6      | MIG     | Stefan Ilsanker       | 18 Maig 1989 (32 anys)     | 51      | 0    | Eintracht Frankfurt       |
| 7      | DAV     | Marko Arnautović      | 19 Abril 1989 (32 anys)    | 88      | 26   | Shanghai Port             |
| 8      | DEF     | David Alaba           | 24 Juny 1992 (28 anys)     | 81      | 14   | FC Bayern de Múnic        |
| 9      | MIG     | Marcel Sabitzer       | 17 Març 1994 (27 anys)     | 50      | 8    | RB Leipzig                |
| 10     | MIG     | Florian Grillitsch    | 7 Agost 1995 (25 anys)     | 23      | 1    | 1899 Hoffenheim           |
| 11     | DAV     | Michael Gregoritsch   | 18 Abril 1994 (27 anys)    | 26      | 4    | FC Augsburg               |
| 12     | POR     | Pavao Pervan          | 13 Novembre 1987 (33 anys) | 7       | 0    | VfL Wolfsburg             |
| 13     | POR     | Daniel Bachmann       | 9 Juliol 1994 (26 anys)    | 2       | 0    | Watford FC                |
| 14     | MIG     | Julian Baumgartlinger | 2 Gener 1988 (33 anys)     | 83      | 1    | Bayer Leverkusen (capità) |
| 15     | DEF     | Philipp Lienhart      | 11 Juliol 1996 (24 anys)   | 4       | 0    | SC Freiburg               |
| 16     | MIG     | Christopher Trimmel   | 24 Febrer 1987 (34 anys)   | 13      | 0    | Union Berlin              |
| 17     | MIG     | Louis Schaub          | 29 Desembre 1994 (26 anys) | 21      | 6    | Luzern                    |
| 18     | MIG     | Alessandro Schöpf     | 7 Febrer 1994 (27 anys)    | 26      | 5    | FC Schalke 04             |
| 19     | MIG     | Christoph Baumgartner | 1 Agost 1999 (21 anys)     | 10      | 3    | 1899 Hoffenheim           |
| 20     | MIG     | Karim Onisiwo         | 17 Març 1992 (29 anys)     | 11      | 1    | Mainz 05                  |
| 21     | DEF     | Stefan Lainer         | 27 Agost 1992 (28 anys)    | 29      | 1    | Borussia Mönchengladbach  |
| 22     | MIG     | Valentino Lazaro      | 24 Març 1996 (25 anys)     | 31      | 3    | Borussia Mönchengladbach  |
| 23     | MIG     | Xaver Schlager        | 28 Setembre 1997 (23 anys) | 20      | 1    | VfL Wolfsburg             |
| 24     | MIG     | Konrad Laimer         | 27 Maig 1997 (24 anys)     | 9       | 1    | RB Leipzig                |
| 25     | DAV     | Saša Kalajdžić        | 7 Juliol 1997 (23 anys)    | 7       | 3    | VfB Stuttgart             |
| 26     | DEF     | Marco Friedl          | 16 Març 1998 (23 anys)     | 3       | 0    | Werder Bremen             |

### Països Baixos
Entrenador: Frank de Boer
L'equip final va ser anunciat el 26 de maig de 2021. L'1 de juny Jasper Cillessen va quedar fora de l'equip per Covid, va ser reemplaçat per Marc Bizot.
| Dorsal | Posició | Jugador              | Data de naixement/edat     | Partits | Gols | Club                      |
| ------ | ------- | -------------------- | -------------------------- | ------- | ---- | ------------------------- |
| 1      | POR     | Maarten Stekelenburg | 22 Setembre 1982 (38 anys) | 59      | 0    | AFC Ajax                  |
| 2      | DEF     | Joël Veltman         | 15 Gener 1992 (29 anys)    | 27      | 2    | Brighton & Hove Albion FC |
| 3      | DEF     | Matthijs de Ligt     | 12 Agost 1999 (21 anys)    | 27      | 2    | Juventus FC               |
| 4      | DEF     | Nathan Aké           | 18 Febrer 1995 (26 anys)   | 20      | 2    | Manchester City FC        |
| 5      | DEF     | Owen Wijndal         | 28 Novembre 1999 (21 anys) | 9       | 0    | AZ Alkmaar                |
| 6      | DEF     | Stefan de Vrij       | 5 Febrer 1992 (29 anys)    | 45      | 3    | Inter de Milà             |
| 7      | DAV     | Steven Berghuis      | 19 Desembre 1991 (29 anys) | 26      | 2    | Feyenoord                 |
| 8      | MIG     | Georginio Wijnaldum  | 11 Novembre 1990 (30 anys) | 75      | 22   | Liverpool FC (capità)     |
| 9      | DAV     | Luuk de Jong         | 27 Agost 1990 (30 anys)    | 36      | 8    | Sevilla FC                |
| 10     | DAV     | Memphis Depay        | 13 Febrer 1994 (27 anys)   | 64      | 26   | Olympique de Lió          |
| 11     | MIG     | Quincy Promes        | 4 Gener 1992 (29 anys)     | 48      | 7    | FK Spartak Moscou         |
| 12     | DEF     | Patrick van Aanholt  | 29 Agost 1990 (30 anys)    | 15      | 0    | Crystal Palace FC         |
| 13     | POR     | Tim Krul             | 3 Abril 1988 (33 anys)     | 15      | 0    | Norwich City FC           |
| 14     | MIG     | Davy Klaassen        | 21 Febrer 1993 (28 anys)   | 24      | 5    | AFC Ajax                  |
| 15     | MIG     | Marten de Roon       | 29 Març 1991 (30 anys)     | 23      | 0    | Atalanta BC               |
| 16     | MIG     | Ryan Gravenberch     | 16 Maig 2002 (19 anys)     | 5       | 1    | AFC Ajax                  |
| 17     | DEF     | Daley Blind          | 9 Març 1990 (31 anys)      | 78      | 2    | AFC Ajax                  |
| 18     | DAV     | Donyell Malen        | 19 Gener 1999 (22 anys)    | 9       | 2    | PSV Eindhoven             |
| 19     | DAV     | Wout Weghorst        | 7 Agost 1992 (28 anys)     | 6       | 1    | VfL Wolfsburg             |
| 21     | MIG     | Frenkie de Jong      | 12 Maig 1997 (24 anys)     | 27      | 1    | FC Barcelona              |
| 22     | DEF     | Denzel Dumfries      | 18 Abril 1996 (25 anys)    | 19      | 0    | PSV Eindhoven             |
| 23     | POR     | Marco Bizot          | 10 Març 1991 (30 anys)     | 1       | 0    | AZ Alkmaar                |
| 24     | MIG     | Teun Koopmeiners     | 28 Febrer 1998 (23 anys)   | 1       | 0    | AZ Alkmaar                |
| 25     | MIG     | Jurriën Timber       | 17 Juny 2001 (19 anys)     | 2       | 0    | AFC Ajax                  |
| 26     | DAV     | Cody Gakpo           | 7 Maig 1999 (22 anys)      | 0       | 0    | PSV Eindhoven             |

### Macedònia del Nord
Entrenador: Igor Angelovski
L'equip va ser anunciat el 20 de maig de 2021.
| Dorsal | Posició | Jugador               | Data de naixement/edat     | Partits | Gols | Club               |
| ------ | ------- | --------------------- | -------------------------- | ------- | ---- | ------------------ |
| 1      | POR     | Stole Dimitrievski    | 25 Desembre 1993 (27 anys) | 42      | 0    | Rayo Vallecano     |
| 2      | DEF     | Egzon Bejtulai        | 7 Gener 1994 (27 anys)     | 21      | 0    | Shkëndija          |
| 3      | DEF     | Gjoko Zajkov          | 10 Febrer 1995 (26 anys)   | 17      | 1    | Charleroi          |
| 4      | DEF     | Kire Ristevski        | 22 Octubre 1990 (30 anys)  | 47      | 0    | Újpest FC          |
| 5      | MIG     | Arijan Ademi          | 29 Maig 1991 (30 anys)     | 21      | 4    | Dinamo de Zagreb   |
| 6      | DEF     | Visar Musliu          | 13 Novembre 1994 (26 anys) | 31      | 1    | Fehérvár           |
| 7      | DAV     | Ivan Trichkovski      | 18 Abril 1987 (34 anys)    | 64      | 7    | AEK Làrnaca        |
| 8      | MIG     | Ezgjan Alioski        | 12 Febrer 1992 (29 anys)   | 44      | 8    | Leeds United FC    |
| 9      | DAV     | Aleksandar Trajkovski | 5 Setembre 1992 (28 anys)  | 65      | 18   | RCD Mallorca       |
| 10     | DAV     | Goran Pandev          | 27 Juliol 1983 (37 anys)   | 119     | 37   | Genoa CFC (capità) |
| 11     | MIG     | Ferhan Hasani         | 18 Juny 1990 (30 anys)     | 41      | 2    | Partizani          |
| 12     | POR     | Risto Jankov          | 5 Setembre 1998 (22 anys)  | 0       | 0    | Rabotnički         |
| 13     | DEF     | Stefan Ristovski      | 12 Febrer 1992 (29 anys)   | 65      | 2    | Dinamo de Zagreb   |
| 14     | DEF     | Darko Velkovski       | 21 Juny 1995 (25 anys)     | 27      | 1    | NK Rijeka          |
| 15     | MIG     | Tihomir Kostadinov    | 4 Març 1996 (25 anys)      | 10      | 0    | Ružomberok         |
| 16     | MIG     | Boban Nikolov         | 28 Juliol 1994 (26 anys)   | 34      | 2    | US Lecce           |
| 17     | MIG     | Enis Bardhi           | 2 Juliol 1995 (25 anys)    | 34      | 6    | Llevant UE         |
| 18     | DAV     | Vlatko Stojanovski    | 23 Abril 1997 (24 anys)    | 8       | 2    | Chambly            |
| 19     | DAV     | Krste Velkoski        | 20 Febrer 1988 (33 anys)   | 16      | 0    | Sarajevo           |
| 20     | MIG     | Stefan Spirovski      | 23 Agost 1990 (30 anys)    | 40      | 1    | AEK Làrnaca        |
| 21     | MIG     | Elif Elmas            | 24 Setembre 1999 (21 anys) | 27      | 7    | SSC Napoli         |
| 22     | POR     | Damjan Shishkovski    | 18 Març 1995 (26 anys)     | 6       | 0    | Doxa Katokopias    |
| 23     | DAV     | Marjan Radeski        | 10 Febrer 1995 (26 anys)   | 17      | 1    | Akademija Pandev   |
| 24     | DAV     | Daniel Avramovski     | 20 Febrer 1995 (26 anys)   | 6       | 0    | Kayserispor        |
| 25     | MIG     | Darko Churlinov       | 11 Juliol 2000 (20 anys)   | 3       | 1    | VfB Stuttgart      |
| 26     | MIG     | Milan Ristovski       | 8 Abril 1998 (23 anys)     | 1       | 1    | Spartak Trnava     |

### Ucraïna
Entrenador: Andriy Shevchenko
Una llista preliminar va ser anunciada el 30 d'abril de 2021. El 15 de maig Oleksandr Andriyevskyi i Volodymyr Shepelyev van quedar fora per lesió. El 20 de maig el migcampista Vitaliy Buyalskyi va deixar la concentració per lesió. Novament el 28 de maig els jugadors Yevhen Konoplyanka i Viktor Kovalenko van ser descartats per lesió. L'equip final va ser anunciat l'1 de juny.
| Dorsal | Posició | Jugador             | Data de naixement/edat     | Partits | Gols | Club                        |
| ------ | ------- | ------------------- | -------------------------- | ------- | ---- | --------------------------- |
| 1      | POR     | Heorhiy Bushchan    | 31 Maig 1994 (27 anys)     | 6       | 0    | FC Dinamo de Kíev           |
| 2      | DEF     | Eduard Sobol        | 20 Abril 1995 (26 anys)    | 20      | 0    | Club Brugge                 |
| 3      | MIG     | Heorhiy Sudakov     | 1 Setembre 2002 (18 anys)  | 3       | 0    | FC Xakhtar Donetsk          |
| 4      | DEF     | Serhiy Kryvtsov     | 15 Març 1991 (30 anys)     | 23      | 0    | FC Xakhtar Donetsk          |
| 5      | MIG     | Serhí Sidortxuk     | 2 Maig 1991 (30 anys)      | 36      | 3    | FC Dinamo de Kíev           |
| 6      | MIG     | Taras Stepanenko    | 8 Agost 1989 (31 anys)     | 62      | 3    | FC Xakhtar Donetsk          |
| 7      | DAV     | Andriy Yarmolenko   | 23 Octubre 1989 (31 anys)  | 94      | 40   | West Ham United FC          |
| 8      | MIG     | Ruslan Malinovskyi  | 4 Maig 1993 (28 anys)      | 37      | 6    | Atalanta BC                 |
| 9      | DAV     | Roman Yaremchuk     | 27 Novembre 1995 (25 anys) | 24      | 8    | K.A.A. Gent                 |
| 10     | MIG     | Mykola Shaparenko   | 4 Octubre 1998 (22 anys)   | 12      | 0    | FC Dinamo de Kíev           |
| 11     | MIG     | Marlos              | 7 Juny 1988 (33 anys)      | 25      | 1    | FC Xakhtar Donetsk          |
| 12     | POR     | Andriy Pyatov       | 28 Juny 1984 (36 anys)     | 97      | 0    | FC Xakhtar Donetsk (capità) |
| 13     | DEF     | Illya Zabarnyi      | 1 Setembre 2002 (18 anys)  | 8       | 0    | FC Dinamo de Kíev           |
| 14     | MIG     | Yevhenii Makarenko  | 21 Maig 1991 (30 anys)     | 12      | 0    | Kortrijk                    |
| 15     | MIG     | Víktor Tsihankov    | 15 Novembre 1997 (23 anys) | 26      | 6    | FC Dinamo de Kíev           |
| 16     | DEF     | Vitaliy Mykolenko   | 29 Maig 1999 (22 anys)     | 15      | 0    | FC Dinamo de Kíev           |
| 17     | DEF     | Oleksandr Zinchenko | 15 Desembre 1996 (24 anys) | 39      | 6    | Manchester City FC          |
| 18     | MIG     | Roman Bezus         | 26 Setembre 1990 (30 anys) | 23      | 5    | K.A.A. Gent                 |
| 19     | DAV     | Artem Besyedin      | 31 Març 1996 (25 anys)     | 16      | 2    | FC Dinamo de Kíev           |
| 20     | DAV     | Oleksandr Zubkov    | 3 Agost 1996 (24 anys)     | 11      | 1    | Ferencvárosi TC             |
| 21     | DEF     | Oleksandr Karavayev | 2 Juny 1992 (29 anys)      | 33      | 1    | FC Dinamo de Kíev           |
| 22     | DEF     | Mykola Matviyenko   | 2 Maig 1996 (25 anys)      | 36      | 0    | FC Xakhtar Donetsk          |
| 23     | POR     | Anatoli Trubin      | 1 Agost 2001 (19 anys)     | 2       | 0    | FC Xakhtar Donetsk          |
| 24     | DEF     | Oleksandr Tymchyk   | 20 Gener 1997 (24 anys)    | 4       | 0    | FC Dinamo de Kíev           |
| 25     | DEF     | Denys Popov         | 17 Febrer 1999 (22 anys)   | 1       | 0    | FC Dinamo de Kíev           |
| 26     | DAV     | Artem Dòvbik        | 21 Juny 1997 (23 anys)     | 2       | 0    | Dnipro-1                    |

## Grup D

### Croàcia
Entrenador: Zlatko Dalić
L'equip va ser anunciat el 17 de maig de 2021.
| Dorsal | Posició | Jugador           | Data de naixement/edat     | Partits | Gols | Club                   |
| ------ | ------- | ----------------- | -------------------------- | ------- | ---- | ---------------------- |
| 1      | POR     | Dominik Livaković | 9 Gener 1995 (26 anys)     | 21      | 0    | Dinamo de Zagreb       |
| 2      | DEF     | Šime Vrsaljko     | 10 Gener 1992 (29 anys)    | 49      | 0    | Atlètic de Madrid      |
| 3      | DEF     | Borna Barišić     | 10 Novembre 1992 (28 anys) | 20      | 1    | Rangers FC             |
| 4      | MIG     | Ivan Perišić      | 2 Febrer 1989 (32 anys)    | 101     | 28   | Inter de Milà          |
| 5      | DEF     | Duje Ćaleta-Car   | 17 Setembre 1996 (24 anys) | 14      | 0    | Olympique de Marsella  |
| 6      | DEF     | Dejan Lovren      | 5 Juliol 1989 (31 anys)    | 64      | 4    | Zenit Saint Petersburg |
| 7      | DAV     | Josip Brekalo     | 23 Juny 1998 (22 anys)     | 24      | 4    | VfL Wolfsburg          |
| 8      | MIG     | Mateo Kovačić     | 6 Maig 1994 (27 anys)      | 67      | 3    | Chelsea FC             |
| 9      | DAV     | Andrej Kramarić   | 19 Juny 1991 (29 anys)     | 54      | 14   | 1899 Hoffenheim        |
| 10     | MIG     | Luka Modrić       | 9 Setembre 1985 (35 anys)  | 138     | 17   | Reial Madrid (capità)  |
| 11     | MIG     | Marcelo Brozović  | 16 Novembre 1992 (28 anys) | 59      | 6    | Inter de Milà          |
| 12     | POR     | Lovre Kalinić     | 3 Abril 1990 (31 anys)     | 19      | 0    | Hajduk Split           |
| 13     | MIG     | Nikola Vlašić     | 4 Octubre 1997 (23 anys)   | 22      | 5    | CSKA Moscou            |
| 14     | DAV     | Ante Budimir      | 22 Juliol 1991 (29 anys)   | 7       | 1    | CA Osasuna             |
| 15     | MIG     | Mario Pašalić     | 9 Febrer 1995 (26 anys)    | 25      | 3    | Atalanta BC            |
| 16     | DEF     | Mile Škorić       | 19 Juny 1991 (29 anys)     | 5       | 0    | NK Osijek              |
| 17     | DAV     | Ante Rebić        | 21 Setembre 1993 (27 anys) | 38      | 3    | AC Milan               |
| 18     | MIG     | Mislav Oršić      | 29 Desembre 1992 (28 anys) | 9       | 0    | Dinamo de Zagreb       |
| 19     | MIG     | Milan Badelj      | 25 Febrer 1989 (32 anys)   | 55      | 2    | Genoa CFC              |
| 20     | DAV     | Bruno Petković    | 16 Setembre 1994 (26 anys) | 15      | 6    | Dinamo de Zagreb       |
| 21     | DEF     | Domagoj Vida      | 29 Abril 1989 (32 anys)    | 88      | 4    | Beşiktaş JK            |
| 22     | DEF     | Josip Juranović   | 16 Agost 1995 (25 anys)    | 8       | 0    | Legia Varsòvia         |
| 23     | POR     | Simon Sluga       | 17 Març 1993 (28 anys)     | 3       | 0    | Luton Town FC          |
| 24     | DEF     | Domagoj Bradarić  | 10 Desembre 1999 (21 anys) | 4       | 0    | Lille OSC              |
| 25     | DEF     | Joško Gvardiol    | 23 Gener 2002 (19 anys)    | 1       | 0    | Dinamo de Zagreb       |
| 26     | MIG     | Luka Ivanušec     | 26 Novembre 1998 (22 anys) | 2       | 1    | Dinamo de Zagreb       |

### República Txeca
Entrenador: Jaroslav Šilhavý
Es va anunciar l'equip el 25 de maig de 2021. El 27 de maig va ser inclòs Michal Sadílek en reemplaçament del sancionat Ondřej Kúdela.
| Dorsal | Posició | Jugador          | Data de naixement/edat    | Partits | Gols | Club                |
| ------ | ------- | ---------------- | ------------------------- | ------- | ---- | ------------------- |
| 1      | POR     | Tomáš Vaclík     | 29 Març 1989 (32 anys)    | 37      | 0    | Sevilla FC          |
| 2      | DEF     | Pavel Kadeřábek  | 25 Abril 1992 (29 anys)   | 47      | 3    | 1899 Hoffenheim     |
| 3      | DEF     | Ondřej Čelůstka  | 18 Juny 1989 (31 anys)    | 26      | 3    | Sparta Prague       |
| 4      | DEF     | Jakub Brabec     | 6 Agost 1992 (28 anys)    | 21      | 1    | Viktoria Plzeň      |
| 5      | DEF     | Vladimír Coufal  | 22 Agost 1992 (28 anys)   | 16      | 1    | West Ham United FC  |
| 6      | DEF     | Tomáš Kalas      | 15 Maig 1993 (28 anys)    | 23      | 2    | Bristol City FC     |
| 7      | MIG     | Antonín Barák    | 3 Desembre 1994 (26 anys) | 20      | 6    | Hellas Verona       |
| 8      | MIG     | Vladimír Darida  | 8 Agost 1990 (30 anys)    | 72      | 8    | Hertha BSC (capità) |
| 9      | DEF     | Tomáš Holeš      | 31 Març 1993 (28 anys)    | 8       | 1    | Slavia Prague       |
| 10     | DAV     | Patrik Schick    | 24 Gener 1996 (25 anys)   | 26      | 11   | Bayer Leverkusen    |
| 11     | DAV     | Michael Krmenčík | 15 Març 1993 (28 anys)    | 29      | 9    | PAOK Salònica FC    |
| 12     | MIG     | Lukáš Masopust   | 12 Febrer 1993 (28 anys)  | 22      | 2    | Slavia Prague       |
| 13     | MIG     | Petr Ševčík      | 4 Maig 1994 (27 anys)     | 7       | 0    | Slavia Prague       |
| 14     | MIG     | Jakub Jankto     | 19 Gener 1996 (25 anys)   | 35      | 4    | UC Sampdoria        |
| 15     | MIG     | Tomáš Souček     | 27 Febrer 1995 (26 anys)  | 35      | 7    | West Ham United FC  |
| 16     | POR     | Aleš Mandous     | 21 Abril 1992 (29 anys)   | 1       | 0    | Sigma Olomouc       |
| 17     | DEF     | David Zima       | 8 Novembre 2000 (20 anys) | 2       | 0    | Slavia Prague       |
| 18     | DEF     | Jan Bořil        | 11 Gener 1991 (30 anys)   | 23      | 0    | Slavia Prague       |
| 19     | DAV     | Adam Hložek      | 25 Juliol 2002 (18 anys)  | 3       | 0    | Sparta Prague       |
| 20     | DAV     | Matěj Vydra      | 1 Maig 1992 (29 anys)     | 36      | 6    | Burnley FC          |
| 21     | MIG     | Alex Král        | 19 Maig 1998 (23 anys)    | 18      | 2    | FK Spartak Moscou   |
| 22     | DEF     | Aleš Matějů      | 3 Juny 1996 (25 anys)     | 4       | 0    | Brescia Calcio      |
| 23     | POR     | Tomáš Koubek     | 26 Agost 1992 (28 anys)   | 11      | 0    | FC Augsburg         |
| 24     | DAV     | Tomáš Pekhart    | 26 Maig 1989 (32 anys)    | 22      | 2    | Legia Varsòvia      |
| 25     | MIG     | Jakub Pešek      | 24 Juny 1993 (27 anys)    | 2       | 1    | Slovan Liberec      |
| 26     | MIG     | Michal Sadílek   | 31 Maig 1999 (22 anys)    | 1       | 0    | Slovan Liberec      |

### Anglaterra
Entrenador: Gareth Southgate
El 25 de maig de 2021 es va anunciar un equip preliminar de 33 jugadors. L'1 de juny Mason Greenwood va quedar fora per lesió, aquell dia a més es va anunciar la llista final de jugadors. Trent Alexander Arnold es va lesionar en el partit contra Àustria i va ser substituït el dia 6 de juny de 2021 per Ben White.
| Dorsal | Posició | Jugador               | Data de naixement/edat     | Partits | Gols | Club                                 |
| ------ | ------- | --------------------- | -------------------------- | ------- | ---- | ------------------------------------ |
| 1      | POR     | Jordan Pickford       | 7 Març 1994 (27 anys)      | 31      | 0    | Everton FC                           |
| 2      | DEF     | Kyle Walker           | 28 Maig 1990 (31 anys)     | 55      | 0    | Manchester City FC                   |
| 3      | DEF     | Luke Shaw             | 12 Juliol 1995 (25 anys)   | 10      | 0    | Manchester United FC                 |
| 4      | MIG     | Declan Rice           | 14 Gener 1999 (22 anys)    | 17      | 1    | West Ham United FC                   |
| 5      | DEF     | John Stones           | 28 Maig 1994 (27 anys)     | 42      | 2    | Manchester City FC                   |
| 6      | DEF     | Harry Maguire         | 5 Març 1993 (28 anys)      | 32      | 3    | Manchester United FC                 |
| 7      | MIG     | Jack Grealish         | 10 Setembre 1995 (25 anys) | 7       | 0    | Aston Villa FC                       |
| 8      | MIG     | Jordan Henderson      | 17 Juny 1990 (30 anys)     | 59      | 0    | Liverpool FC                         |
| 9      | DAV     | Harry Kane            | 28 Juliol 1993 (27 anys)   | 54      | 34   | Tottenham Hotspur FC (capità)        |
| 10     | DAV     | Raheem Sterling       | 8 Desembre 1994 (26 anys)  | 61      | 14   | Manchester City FC                   |
| 11     | DAV     | Marcus Rashford       | 31 Octubre 1997 (23 anys)  | 41      | 12   | Manchester United FC                 |
| 12     | DEF     | Kieran Trippier       | 19 Setembre 1990 (30 anys) | 28      | 1    | Atlètic de Madrid                    |
| 13     | POR     | Dean Henderson        | 12 Març 1997 (24 anys)     | 1       | 0    | Manchester United FC (until 15 June) |
| 13     | POR     | Aaron Ramsdale        | 14 Maig 1998 (23 anys)     | 0       | 0    | Sheffield United FC (from 15 June)   |
| 14     | MIG     | Kalvin Phillips       | 2 Desembre 1995 (25 anys)  | 8       | 0    | Leeds United FC                      |
| 15     | DEF     | Tyrone Mings          | 13 Març 1993 (28 anys)     | 10      | 0    | Aston Villa FC                       |
| 16     | DEF     | Conor Coady           | 25 Febrer 1993 (28 anys)   | 5       | 1    | Wolverhampton Wanderers FC           |
| 17     | MIG     | Jadon Sancho          | 25 Març 2000 (21 anys)     | 19      | 3    | Borussia Dortmund                    |
| 18     | DAV     | Dominic Calvert-Lewin | 16 Març 1997 (24 anys)     | 9       | 4    | Everton FC                           |
| 19     | MIG     | Mason Mount           | 10 Gener 1999 (22 anys)    | 16      | 4    | Chelsea FC                           |
| 20     | MIG     | Phil Foden            | 28 Maig 2000 (21 anys)     | 6       | 2    | Manchester City FC                   |
| 21     | DEF     | Ben Chilwell          | 21 Desembre 1996 (24 anys) | 14      | 0    | Chelsea FC                           |
| 22     | DEF     | Ben White             | 8 Octubre 1997 (23 anys)   | 2       | 0    | Brighton & Hove Albion FC            |
| 23     | POR     | Sam Johnstone         | 25 Març 1993 (28 anys)     | 1       | 0    | West Bromwich Albion FC              |
| 24     | DEF     | Reece James           | 8 Desembre 1999 (21 anys)  | 6       | 0    | Chelsea FC                           |
| 25     | MIG     | Bukayo Saka           | 5 Setembre 2001 (19 anys)  | 5       | 1    | Arsenal FC                           |
| 26     | MIG     | Jude Bellingham       | 29 Juny 2003 (17 anys)     | 4       | 0    | Borussia Dortmund                    |

### Escòcia
Entrenador: Steve Clarke
Es va anunciar l'equip el 19 de maig de 2021.
| Dorsal | Posició | Jugador           | Data de naixement/edat     | Partits | Gols | Club                   |
| ------ | ------- | ----------------- | -------------------------- | ------- | ---- | ---------------------- |
| 1      | POR     | David Marshall    | 5 Març 1985 (36 anys)      | 44      | 0    | Derby County FC        |
| 2      | DEF     | Stephen O'Donnell | 11 Maig 1992 (29 anys)     | 19      | 0    | Motherwell             |
| 3      | DEF     | Andrew Robertson  | 11 Març 1994 (27 anys)     | 45      | 3    | Liverpool FC (capità)  |
| 4      | MIG     | Scott McTominay   | 8 Desembre 1996 (24 anys)  | 23      | 0    | Manchester United FC   |
| 5      | DEF     | Grant Hanley      | 20 Novembre 1991 (29 anys) | 33      | 2    | Norwich City FC        |
| 6      | DEF     | Kieran Tierney    | 5 Juny 1997 (24 anys)      | 21      | 0    | Arsenal FC             |
| 7      | MIG     | John McGinn       | 18 Octubre 1994 (26 anys)  | 33      | 10   | Aston Villa FC         |
| 8      | MIG     | Callum McGregor   | 14 Juny 1993 (27 anys)     | 31      | 0    | Celtic FC              |
| 9      | DAV     | Lyndon Dykes      | 7 Octubre 1995 (25 anys)   | 12      | 2    | Queens Park Rangers FC |
| 10     | DAV     | Ché Adams         | 13 Juliol 1996 (24 anys)   | 4       | 2    | Southampton FC         |
| 11     | MIG     | Ryan Christie     | 22 Febrer 1995 (26 anys)   | 19      | 4    | Celtic FC              |
| 12     | POR     | Craig Gordon      | 31 Desembre 1982 (38 anys) | 57      | 0    | Heart of Midlothian    |
| 13     | DEF     | Greg Taylor       | 5 Novembre 1997 (23 anys)  | 5       | 0    | Celtic FC              |
| 14     | MIG     | John Fleck        | 24 Agost 1991 (29 anys)    | 5       | 0    | Sheffield United FC    |
| 15     | DEF     | Declan Gallagher  | 13 Febrer 1991 (30 anys)   | 9       | 0    | Motherwell             |
| 16     | DEF     | Liam Cooper       | 30 Agost 1991 (29 anys)    | 6       | 0    | Leeds United FC        |
| 17     | MIG     | Stuart Armstrong  | 30 Març 1992 (29 anys)     | 25      | 2    | Southampton FC         |
| 18     | MIG     | David Turnbull    | 10 Juliol 1999 (21 anys)   | 1       | 0    | Celtic FC              |
| 19     | DAV     | Kevin Nisbet      | 8 Març 1997 (24 anys)      | 3       | 1    | Hibernian FC           |
| 20     | MIG     | Ryan Fraser       | 24 Febrer 1994 (27 anys)   | 18      | 4    | Newcastle United FC    |
| 21     | POR     | Jon McLaughlin    | 9 Setembre 1987 (33 anys)  | 2       | 0    | Rangers FC             |
| 22     | DEF     | Nathan Patterson  | 16 Octubre 2001 (19 anys)  | 1       | 0    | Rangers FC             |
| 23     | MIG     | Billy Gilmour     | 11 Juny 2001 (20 anys)     | 2       | 0    | Chelsea FC             |
| 24     | DEF     | Jack Hendry       | 7 Maig 1995 (26 anys)      | 6       | 1    | Oostende               |
| 25     | MIG     | James Forrest     | 7 Juliol 1991 (29 anys)    | 37      | 5    | Celtic FC              |
| 26     | DEF     | Scott McKenna     | 12 Novembre 1996 (24 anys) | 21      | 0    | Nottingham Forest FC   |

## Grup E

### Polònia
Entrenador:  Paulo Sousa
L'equip va ser anunciat el 17 de maig de 2021.
| Dorsal | Posició | Jugador               | Data de naixement/edat     | Partits | Gols | Club                        |
| ------ | ------- | --------------------- | -------------------------- | ------- | ---- | --------------------------- |
| 1      | POR     | Wojciech Szczęsny     | 18 Abril 1990 (31 anys)    | 53      | 0    | Juventus FC                 |
| 2      | DEF     | Kamil Piątkowski      | 21 Juny 2000 (20 anys)     | 2       | 0    | Raków Częstochowa           |
| 3      | MIG     | Paweł Dawidowicz      | 20 Maig 1995 (26 anys)     | 3       | 0    | Hellas Verona               |
| 4      | DEF     | Tomasz Kędziora       | 11 Juny 1994 (27 anys)     | 23      | 0    | FC Dinamo de Kíev           |
| 5      | DEF     | Jan Bednarek          | 12 Abril 1996 (25 anys)    | 30      | 1    | Southampton FC              |
| 6      | MIG     | Kacper Kozłowski      | 16 Octubre 2003 (17 anys)  | 3       | 0    | Pogoń Szczecin              |
| 8      | MIG     | Karol Linetty         | 2 Febrer 1995 (26 anys)    | 32      | 2    | Torino FC                   |
| 9      | DAV     | Robert Lewandowski    | 21 Agost 1988 (32 anys)    | 119     | 66   | FC Bayern de Múnic (capità) |
| 10     | MIG     | Grzegorz Krychowiak   | 29 Gener 1990 (31 anys)    | 80      | 4    | Lokomotiv Moscou            |
| 11     | DAV     | Karol Świderski       | 23 Gener 1997 (24 anys)    | 4       | 2    | PAOK Salònica FC            |
| 12     | POR     | Łukasz Skorupski      | 5 Maig 1991 (30 anys)      | 4       | 0    | Bologna FC 1909             |
| 13     | DEF     | Maciej Rybus          | 19 Agost 1989 (31 anys)    | 62      | 2    | Lokomotiv Moscou            |
| 14     | MIG     | Mateusz Klich         | 13 Juny 1990 (30 anys)     | 31      | 2    | Leeds United FC             |
| 15     | DEF     | Kamil Glik            | 3 Febrer 1988 (33 anys)    | 83      | 6    | Benevento                   |
| 16     | MIG     | Jakub Moder           | 7 Abril 1999 (22 anys)     | 10      | 2    | Brighton & Hove Albion FC   |
| 17     | MIG     | Przemysław Płacheta   | 23 Març 1998 (23 anys)     | 4       | 0    | Norwich City FC             |
| 18     | DEF     | Bartosz Bereszyński   | 12 Juliol 1992 (28 anys)   | 32      | 0    | UC Sampdoria                |
| 19     | MIG     | Przemysław Frankowski | 12 Abril 1995 (26 anys)    | 12      | 1    | Chicago Fire FC             |
| 20     | MIG     | Piotr Zieliński       | 20 Maig 1994 (27 anys)     | 60      | 7    | SSC Napoli                  |
| 21     | MIG     | Kamil Jóźwiak         | 22 Abril 1998 (23 anys)    | 14      | 2    | Derby County FC             |
| 22     | POR     | Łukasz Fabiański      | 18 Abril 1985 (36 anys)    | 56      | 0    | West Ham United FC          |
| 23     | DAV     | Dawid Kownacki        | 14 Març 1997 (24 anys)     | 7       | 1    | Fortuna Düsseldorf          |
| 24     | DAV     | Jakub Świerczok       | 28 Desembre 1992 (28 anys) | 5       | 1    | Piast Gliwice               |
| 25     | DEF     | Michał Helik          | 9 Setembre 1995 (25 anys)  | 3       | 0    | Barnsley FC                 |
| 26     | DEF     | Tymoteusz Puchacz     | 23 Gener 1999 (22 anys)    | 2       | 0    | Lech Poznań                 |

### Eslovàquia
Entrenador: Štefan Tarkovič
L'equip va ser anunciat el 2 de juny de 2021.
| Dorsal | Posició | Jugador           | Data de naixement/edat     | Partits | Gols | Club                  |
| ------ | ------- | ----------------- | -------------------------- | ------- | ---- | --------------------- |
| 1      | POR     | Martin Dúbravka   | 15 Gener 1989 (32 anys)    | 25      | 0    | Newcastle United FC   |
| 2      | DEF     | Peter Pekarík     | 30 Octubre 1986 (34 anys)  | 101     | 2    | Hertha BSC            |
| 3      | DEF     | Denis Vavro       | 10 Abril 1996 (25 anys)    | 10      | 0    | SD Huesca             |
| 4      | DEF     | Martin Valjent    | 11 Desembre 1995 (25 anys) | 9       | 0    | RCD Mallorca          |
| 5      | DEF     | Ľubomír Šatka     | 2 Desembre 1995 (25 anys)  | 14      | 0    | Lech Poznań           |
| 6      | MIG     | Ján Greguš        | 29 Gener 1991 (30 anys)    | 35      | 4    | Minnesota United FC   |
| 7      | MIG     | Vladimír Weiss    | 30 Novembre 1989 (31 anys) | 69      | 7    | Slovan Bratislava     |
| 8      | MIG     | Ondrej Duda       | 5 Desembre 1994 (26 anys)  | 45      | 5    | 1. FC Köln            |
| 9      | DAV     | Róbert Boženík    | 18 Novembre 1999 (21 anys) | 16      | 4    | Feyenoord             |
| 10     | MIG     | Tomáš Suslov      | 7 Juny 2002 (19 anys)      | 3       | 0    | FC Groningen          |
| 11     | MIG     | László Bénes      | 9 Setembre 1997 (23 anys)  | 5       | 1    | FC Augsburg           |
| 12     | POR     | Dušan Kuciak      | 21 Maig 1985 (36 anys)     | 14      | 0    | Lechia Gdańsk         |
| 13     | MIG     | Patrik Hrošovský  | 22 Abril 1992 (29 anys)    | 36      | 0    | KRC Genk              |
| 14     | DEF     | Milan Škriniar    | 11 Febrer 1995 (26 anys)   | 40      | 2    | Inter de Milà         |
| 15     | DEF     | Tomáš Hubočan     | 17 Setembre 1985 (35 anys) | 70      | 0    | AC Omonia             |
| 16     | DEF     | Dávid Hancko      | 13 Desembre 1997 (23 anys) | 14      | 1    | Sparta Prague         |
| 17     | MIG     | Marek Hamšík      | 27 Juliol 1987 (33 anys)   | 126     | 26   | IFK Göteborg (capità) |
| 18     | MIG     | Lukáš Haraslín    | 26 Maig 1996 (25 anys)     | 15      | 1    | US Sassuolo           |
| 19     | MIG     | Juraj Kucka       | 26 Febrer 1987 (34 anys)   | 83      | 10   | Parma                 |
| 20     | DAV     | Róbert Mak        | 8 Març 1991 (30 anys)      | 66      | 14   | Ferencvárosi TC       |
| 21     | DAV     | Michal Ďuriš      | 1 Juny 1988 (33 anys)      | 56      | 7    | AC Omonia             |
| 22     | MIG     | Stanislav Lobotka | 25 Novembre 1994 (26 anys) | 28      | 3    | SSC Napoli            |
| 23     | POR     | Marek Rodák       | 13 Desembre 1996 (24 anys) | 6       | 0    | Fulham FC             |
| 24     | DEF     | Martin Koscelník  | 2 Març 1995 (26 anys)      | 5       | 0    | Slovan Liberec        |
| 25     | MIG     | Jakub Hromada     | 25 Maig 1996 (25 anys)     | 2       | 0    | Slavia Prague         |
| 26     | DAV     | Ivan Schranz      | 13 Setembre 1993 (27 anys) | 8       | 1    | Jablonec              |

### Espanya
Entrenador: Luis Enrique
L'equip va ser anunciat el 24 de maig de 2021, només amb 24 jugadors.
| Dorsal | Posició | Jugador           | Data de naixement/edat     | Partits | Gols | Club                       |
| ------ | ------- | ----------------- | -------------------------- | ------- | ---- | -------------------------- |
| 1      | POR     | David de Gea      | 7 Novembre 1990 (30 anys)  | 45      | 0    | Manchester United FC       |
| 2      | DEF     | César Azpilicueta | 28 Agost 1989 (31 anys)    | 25      | 0    | Chelsea FC                 |
| 3      | DEF     | Diego Llorente    | 16 Agost 1993 (27 anys)    | 8       | 0    | Leeds United FC            |
| 4      | DEF     | Pau Torres        | 16 Gener 1997 (24 anys)    | 8       | 1    | Vila-real CF               |
| 5      | MIG     | Sergio Busquets   | 16 Juliol 1988 (32 anys)   | 123     | 2    | FC Barcelona (capità)      |
| 6      | MIG     | Marcos Llorente   | 30 Gener 1995 (26 anys)    | 5       | 0    | Atlètic de Madrid          |
| 7      | DAV     | Álvaro Morata     | 23 Octubre 1992 (28 anys)  | 40      | 19   | Juventus FC                |
| 8      | MIG     | Koke              | 8 Gener 1992 (29 anys)     | 50      | 0    | Atlètic de Madrid          |
| 9      | DAV     | Gerard Moreno     | 7 Abril 1992 (29 anys)     | 11      | 5    | Vila-real CF               |
| 10     | MIG     | Thiago            | 11 Abril 1991 (30 anys)    | 42      | 2    | Liverpool FC               |
| 11     | MIG     | Ferran Torres     | 29 Febrer 2000 (21 anys)   | 11      | 6    | Manchester City FC         |
| 12     | DEF     | Eric García       | 9 Gener 2001 (20 anys)     | 8       | 0    | Manchester City FC         |
| 13     | POR     | Robert Sánchez    | 18 Novembre 1997 (23 anys) | 0       | 0    | Brighton & Hove Albion FC  |
| 14     | DEF     | José Gayà         | 25 Maig 1995 (26 anys)     | 14      | 2    | València CF                |
| 16     | MIG     | Rodri             | 22 Juny 1996 (24 anys)     | 20      | 1    | Manchester City FC         |
| 17     | MIG     | Fabián Ruiz       | 3 Abril 1996 (25 anys)     | 12      | 1    | SSC Napoli                 |
| 18     | DEF     | Jordi Alba        | 21 Març 1989 (32 anys)     | 72      | 8    | FC Barcelona               |
| 19     | MIG     | Dani Olmo         | 7 Maig 1998 (23 anys)      | 11      | 3    | RB Leipzig                 |
| 20     | MIG     | Adama Traoré      | 25 Gener 1996 (25 anys)    | 5       | 0    | Wolverhampton Wanderers FC |
| 21     | DAV     | Mikel Oyarzabal   | 21 Abril 1997 (24 anys)    | 13      | 4    | Reial Societat             |
| 22     | MIG     | Pablo Sarabia     | 11 Maig 1992 (29 anys)     | 4       | 1    | Paris Saint-Germain FC     |
| 23     | POR     | Unai Simón        | 11 Juny 1997 (24 anys)     | 7       | 0    | Athletic Club              |
| 24     | DEF     | Aymeric Laporte   | 27 Maig 1994 (27 anys)     | 1       | 0    | Manchester City FC         |
| 26     | DAV     | Pedri             | 25 Novembre 2002 (18 anys) | 4       | 0    | FC Barcelona               |

### Suècia
Entrenador: Janne Andersson
L'equip va ser anunciat el 18 de maig de 2021. El 31 de maig Martin Olsson va quedar fora de la convocatòria per lesió, va ser reemplaçat per Pierre Bengtsson.
| Dorsal | Posició | Jugador              | Data de naixement/edat     | Partits | Gols | Club                     |
| ------ | ------- | -------------------- | -------------------------- | ------- | ---- | ------------------------ |
| 1      | POR     | Robin Olsen          | 8 Gener 1990 (31 anys)     | 44      | 0    | Everton FC               |
| 2      | DEF     | Mikael Lustig        | 13 Desembre 1986 (34 anys) | 90      | 6    | AIK                      |
| 3      | DEF     | Victor Lindelöf      | 17 Juliol 1994 (26 anys)   | 41      | 3    | Manchester United FC     |
| 4      | DEF     | Andreas Granqvist    | 16 Abril 1985 (36 anys)    | 88      | 9    | Helsingborgs IF (capità) |
| 5      | DEF     | Pierre Bengtsson     | 12 Abril 1988 (33 anys)    | 38      | 0    | Vejle                    |
| 6      | DEF     | Ludwig Augustinsson  | 21 Abril 1994 (27 anys)    | 32      | 2    | Werder Bremen            |
| 7      | MIG     | Sebastian Larsson    | 6 Juny 1985 (36 anys)      | 129     | 10   | AIK                      |
| 8      | MIG     | Albin Ekdal          | 28 Juliol 1989 (31 anys)   | 57      | 0    | UC Sampdoria             |
| 9      | DAV     | Marcus Berg          | 17 Agost 1986 (34 anys)    | 86      | 24   | FC Krasnodar             |
| 10     | MIG     | Emil Forsberg        | 23 Octubre 1991 (29 anys)  | 58      | 9    | RB Leipzig               |
| 11     | DAV     | Alexander Isak       | 21 Setembre 1999 (21 anys) | 22      | 6    | Reial Societat           |
| 12     | POR     | Karl-Johan Johnsson  | 28 Gener 1990 (31 anys)    | 9       | 0    | Copenhagen               |
| 13     | MIG     | Gustav Svensson      | 7 Febrer 1987 (34 anys)    | 31      | 0    | Guangzhou City           |
| 14     | DEF     | Filip Helander       | 22 Abril 1993 (28 anys)    | 15      | 0    | Rangers FC               |
| 15     | MIG     | Ken Sema             | 30 Setembre 1993 (27 anys) | 12      | 0    | Watford FC               |
| 16     | DEF     | Emil Krafth          | 2 Agost 1994 (26 anys)     | 28      | 0    | Newcastle United FC      |
| 17     | MIG     | Viktor Claesson      | 2 Gener 1992 (29 anys)     | 46      | 9    | FC Krasnodar             |
| 18     | DEF     | Pontus Jansson       | 13 Febrer 1991 (30 anys)   | 27      | 0    | Brentford FC             |
| 19     | MIG     | Mattias Svanberg     | 5 Gener 1999 (22 anys)     | 9       | 1    | Bologna FC 1909          |
| 20     | MIG     | Kristoffer Olsson    | 30 Juny 1995 (25 anys)     | 25      | 0    | FC Krasnodar             |
| 21     | MIG     | Dejan Kulusevski     | 25 Abril 2000 (21 anys)    | 13      | 1    | Juventus FC              |
| 22     | MIG     | Robin Quaison        | 9 Octubre 1993 (27 anys)   | 26      | 9    | Mainz 05                 |
| 23     | POR     | Kristoffer Nordfeldt | 23 Juny 1989 (31 anys)     | 14      | 0    | Gençlerbirliği           |
| 24     | DEF     | Marcus Danielson     | 8 Abril 1989 (32 anys)     | 9       | 3    | Dalian Professional      |
| 25     | DAV     | Jordan Larsson       | 20 Juny 1997 (23 anys)     | 6       | 1    | FK Spartak Moscou        |
| 26     | MIG     | Jens Cajuste         | 10 Agost 1999 (21 anys)    | 4       | 0    | Midtjylland              |

## Grup F

### França
Entrenador:  Didier Deschamps
L'equip va ser anunciat el 18 de maig de 2021.
| Dorsal | Posició | Jugador           | Data de naixement/edat     | Partits | Gols | Club                          |
| ------ | ------- | ----------------- | -------------------------- | ------- | ---- | ----------------------------- |
| 1      | POR     | Hugo Lloris       | 26 Desembre 1986 (34 anys) | 125     | 0    | Tottenham Hotspur FC (capità) |
| 2      | DEF     | Benjamin Pavard   | 28 Març 1996 (25 anys)     | 35      | 2    | FC Bayern de Múnic            |
| 3      | DEF     | Presnel Kimpembe  | 13 Agost 1995 (25 anys)    | 17      | 0    | Paris Saint-Germain FC        |
| 4      | DEF     | Raphaël Varane    | 25 Abril 1993 (28 anys)    | 75      | 5    | Reial Madrid                  |
| 5      | DEF     | Clément Lenglet   | 17 Juny 1995 (25 anys)     | 12      | 1    | FC Barcelona                  |
| 6      | MIG     | Paul Pogba        | 15 Març 1993 (28 anys)     | 80      | 10   | Manchester United FC          |
| 7      | DAV     | Antoine Griezmann | 21 Març 1991 (30 anys)     | 91      | 37   | FC Barcelona                  |
| 8      | MIG     | Thomas Lemar      | 12 Novembre 1995 (25 anys) | 25      | 4    | Atlètic de Madrid             |
| 9      | DAV     | Olivier Giroud    | 30 Setembre 1986 (34 anys) | 108     | 46   | Chelsea FC                    |
| 10     | DAV     | Kylian Mbappé     | 20 Desembre 1998 (22 anys) | 44      | 17   | Paris Saint-Germain FC        |
| 11     | DAV     | Ousmane Dembélé   | 15 Maig 1997 (24 anys)     | 25      | 4    | FC Barcelona                  |
| 12     | MIG     | Corentin Tolisso  | 3 Agost 1994 (26 anys)     | 25      | 2    | FC Bayern de Múnic            |
| 13     | MIG     | N'Golo Kanté      | 29 Març 1991 (30 anys)     | 46      | 2    | Chelsea FC                    |
| 14     | MIG     | Adrien Rabiot     | 3 Abril 1995 (26 anys)     | 15      | 0    | Juventus FC                   |
| 15     | DEF     | Kurt Zouma        | 27 Octubre 1994 (26 anys)  | 8       | 1    | Chelsea FC                    |
| 16     | POR     | Steve Mandanda    | 28 Març 1985 (36 anys)     | 34      | 0    | Olympique de Marsella         |
| 17     | MIG     | Moussa Sissoko    | 16 Agost 1989 (31 anys)    | 69      | 2    | Tottenham Hotspur FC          |
| 18     | DEF     | Lucas Digne       | 20 Juliol 1993 (27 anys)   | 38      | 0    | Everton FC                    |
| 19     | DAV     | Karim Benzema     | 19 Desembre 1987 (33 anys) | 83      | 27   | Reial Madrid                  |
| 20     | MIG     | Kingsley Coman    | 13 Juny 1996 (24 anys)     | 30      | 5    | FC Bayern de Múnic            |
| 21     | DEF     | Lucas Hernandez   | 14 Febrer 1996 (25 anys)   | 26      | 0    | FC Bayern de Múnic            |
| 22     | DAV     | Wissam Ben Yedder | 12 Agost 1990 (30 anys)    | 14      | 2    | AS Monaco                     |
| 23     | POR     | Mike Maignan      | 3 Juliol 1995 (25 anys)    | 1       | 0    | Lille OSC                     |
| 24     | DEF     | Léo Dubois        | 14 Setembre 1994 (26 anys) | 7       | 0    | Olympique de Lió              |
| 25     | DEF     | Jules Koundé      | 12 Novembre 1998 (22 anys) | 1       | 0    | Sevilla FC                    |
| 26     | DAV     | Marcus Thuram     | 6 Agost 1997 (23 anys)     | 3       | 0    | Borussia Mönchengladbach      |

### Alemanya
Entrenador:  Joachim Löw
Es va anunciar l'equip el 19 de maig de 2021.
| Dorsal | Posició | Jugador            | Data de naixement/edat     | Partits | Gols | Club                        |
| ------ | ------- | ------------------ | -------------------------- | ------- | ---- | --------------------------- |
| 1      | POR     | Manuel Neuer       | 27 Març 1986 (35 anys)     | 100     | 0    | FC Bayern de Múnic (capità) |
| 2      | DEF     | Antonio Rüdiger    | 3 Març 1993 (28 anys)      | 41      | 1    | Chelsea FC                  |
| 3      | DEF     | Marcel Halstenberg | 27 Setembre 1991 (29 anys) | 8       | 1    | RB Leipzig                  |
| 4      | DEF     | Matthias Ginter    | 19 Gener 1994 (27 anys)    | 40      | 2    | Borussia Mönchengladbach    |
| 5      | DEF     | Mats Hummels       | 16 Desembre 1988 (32 anys) | 72      | 5    | Borussia Dortmund           |
| 6      | MIG     | Joshua Kimmich     | 8 Febrer 1995 (26 anys)    | 55      | 3    | FC Bayern de Múnic          |
| 7      | DAV     | Kai Havertz        | 11 Juny 1999 (22 anys)     | 14      | 3    | Chelsea FC                  |
| 8      | MIG     | Toni Kroos         | 4 Gener 1990 (31 anys)     | 102     | 17   | Reial Madrid                |
| 9      | DAV     | Kevin Volland      | 30 Juliol 1992 (28 anys)   | 11      | 1    | AS Monaco                   |
| 10     | MIG     | Serge Gnabry       | 14 Juliol 1995 (25 anys)   | 22      | 16   | FC Bayern de Múnic          |
| 11     | DAV     | Timo Werner        | 6 Març 1996 (25 anys)      | 39      | 16   | Chelsea FC                  |
| 12     | POR     | Bernd Leno         | 4 Març 1992 (29 anys)      | 8       | 0    | Arsenal FC                  |
| 13     | MIG     | Jonas Hofmann      | 14 Juliol 1992 (28 anys)   | 3       | 0    | Borussia Mönchengladbach    |
| 14     | MIG     | Jamal Musiala      | 26 Febrer 2003 (18 anys)   | 3       | 0    | FC Bayern de Múnic          |
| 15     | DEF     | Niklas Süle        | 3 Setembre 1995 (25 anys)  | 31      | 1    | FC Bayern de Múnic          |
| 16     | DEF     | Lukas Klostermann  | 3 Juny 1996 (25 anys)      | 13      | 0    | RB Leipzig                  |
| 17     | MIG     | Florian Neuhaus    | 16 Març 1997 (24 anys)     | 6       | 2    | Borussia Mönchengladbach    |
| 18     | MIG     | Leon Goretzka      | 6 Febrer 1995 (26 anys)    | 32      | 13   | FC Bayern de Múnic          |
| 19     | MIG     | Leroy Sané         | 11 Gener 1996 (25 anys)    | 30      | 7    | FC Bayern de Múnic          |
| 20     | DEF     | Robin Gosens       | 5 Juliol 1994 (26 anys)    | 7       | 1    | Atalanta BC                 |
| 21     | MIG     | İlkay Gündoğan     | 24 Octubre 1990 (30 anys)  | 46      | 11   | Manchester City FC          |
| 22     | POR     | Kevin Trapp        | 8 Juliol 1990 (30 anys)    | 5       | 0    | Eintracht Frankfurt         |
| 23     | DEF     | Emre Can           | 12 Gener 1994 (27 anys)    | 34      | 1    | Borussia Dortmund           |
| 24     | DEF     | Robin Koch         | 17 Juliol 1996 (24 anys)   | 8       | 0    | Leeds United FC             |
| 25     | DAV     | Thomas Müller      | 13 Setembre 1989 (31 anys) | 102     | 39   | FC Bayern de Múnic          |
| 26     | DEF     | Christian Günter   | 28 Febrer 1993 (28 anys)   | 3       | 0    | SC Freiburg                 |

### Hongria
Entrenador:  Marco Rossi
Un equip preliminar de 30 jugadors va ser anunciat el 6 de maig de 2021. El 23 de maig Szilveszter Hangya va ser descartat per lesió. L'1 de juny es va anunciar l'equip final, a més de la sortida de Dominik Szoboszlai per una lesió.
| Dorsal | Posició | Jugador             | Data de naixement/edat     | Partits | Gols | Club               |
| ------ | ------- | ------------------- | -------------------------- | ------- | ---- | ------------------ |
| 1      | POR     | Péter Gulácsi       | 6 Maig 1990 (31 anys)      | 39      | 0    | RB Leipzig         |
| 2      | DEF     | Ádám Lang           | 17 Gener 1993 (28 anys)    | 39      | 1    | AC Omonia          |
| 3      | DEF     | Ákos Kecskés        | 4 Gener 1996 (25 anys)     | 2       | 0    | FC Lugano          |
| 4      | DEF     | Attila Szalai       | 20 Gener 1998 (23 anys)    | 13      | 0    | Fenerbahçe SK      |
| 5      | DEF     | Attila Fiola        | 17 Febrer 1990 (31 anys)   | 35      | 1    | Fehérvár           |
| 6      | DEF     | Willi Orbán         | 3 Novembre 1992 (28 anys)  | 22      | 5    | RB Leipzig         |
| 7      | DEF     | Loïc Négo           | 15 Gener 1991 (30 anys)    | 11      | 2    | Fehérvár           |
| 8      | MIG     | Ádám Nagy           | 17 Juny 1995 (25 anys)     | 48      | 1    | Bristol City FC    |
| 9      | DAV     | Ádám Szalai         | 9 Desembre 1987 (33 anys)  | 71      | 23   | Mainz 05 (capità)  |
| 10     | MIG     | Tamás Cseri         | 15 Gener 1988 (33 anys)    | 3       | 0    | Mezőkövesd         |
| 11     | DAV     | Filip Holender      | 27 Juliol 1994 (26 anys)   | 15      | 1    | FK Partizan        |
| 12     | POR     | Dénes Dibusz        | 16 Novembre 1990 (30 anys) | 15      | 0    | Ferencvárosi TC    |
| 13     | MIG     | András Schäfer      | 13 Abril 1999 (22 anys)    | 6       | 1    | Dunajská Streda    |
| 14     | DEF     | Gergő Lovrencsics   | 1 Setembre 1988 (32 anys)  | 41      | 1    | Ferencvárosi TC    |
| 15     | MIG     | László Kleinheisler | 8 Abril 1994 (27 anys)     | 34      | 3    | NK Osijek          |
| 16     | MIG     | Dániel Gazdag       | 2 Març 1996 (25 anys)      | 6       | 1    | Philadelphia Union |
| 17     | MIG     | Roland Varga        | 23 Gener 1990 (31 anys)    | 22      | 3    | MTK Budapest       |
| 18     | MIG     | Dávid Sigér         | 30 Novembre 1990 (30 anys) | 13      | 1    | Ferencvárosi TC    |
| 19     | MIG     | Kevin Varga         | 30 Març 1996 (25 anys)     | 8       | 1    | Kasımpaşa          |
| 20     | DAV     | Roland Sallai       | 22 Maig 1997 (24 anys)     | 22      | 4    | SC Freiburg        |
| 21     | DEF     | Endre Botka         | 25 Agost 1994 (26 anys)    | 10      | 0    | Ferencvárosi TC    |
| 22     | POR     | Ádám Bogdán         | 27 Setembre 1987 (33 anys) | 21      | 0    | Ferencvárosi TC    |
| 23     | DAV     | Nemanja Nikolić     | 31 Desembre 1987 (33 anys) | 38      | 8    | Fehérvár           |
| 24     | DAV     | Szabolcs Schön      | 27 Setembre 2000 (20 anys) | 1       | 0    | FC Dallas          |
| 25     | DAV     | János Hahn          | 15 Març 1995 (26 anys)     | 2       | 0    | Paks               |
| 26     | DEF     | Bendegúz Bolla      | 22 Novembre 1999 (21 anys) | 2       | 0    | Fehérvár           |

### Portugal
Entrenador: Fernando Santos
L'equip va ser anunciat el 20 de maig de 2021.
| Dorsal | Posició | Jugador             | Data de naixement/edat     | Partits | Gols | Club               |
| ------ | ------- | ------------------- | -------------------------- | ------- | ---- | ------------------ |
| 1      | POR     | Péter Gulácsi       | 6 Maig 1990 (31 anys)      | 39      | 0    | RB Leipzig         |
| 2      | DEF     | Ádám Lang           | 17 Gener 1993 (28 anys)    | 39      | 1    | AC Omonia          |
| 3      | DEF     | Ákos Kecskés        | 4 Gener 1996 (25 anys)     | 2       | 0    | FC Lugano          |
| 4      | DEF     | Attila Szalai       | 20 Gener 1998 (23 anys)    | 13      | 0    | Fenerbahçe SK      |
| 5      | DEF     | Attila Fiola        | 17 Febrer 1990 (31 anys)   | 35      | 1    | Fehérvár           |
| 6      | DEF     | Willi Orbán         | 3 Novembre 1992 (28 anys)  | 22      | 5    | RB Leipzig         |
| 7      | DEF     | Loïc Négo           | 15 Gener 1991 (30 anys)    | 11      | 2    | Fehérvár           |
| 8      | MIG     | Ádám Nagy           | 17 Juny 1995 (25 anys)     | 48      | 1    | Bristol City FC    |
| 9      | DAV     | Ádám Szalai         | 9 Desembre 1987 (33 anys)  | 71      | 23   | Mainz 05 (capità)  |
| 10     | MIG     | Tamás Cseri         | 15 Gener 1988 (33 anys)    | 3       | 0    | Mezőkövesd         |
| 11     | DAV     | Filip Holender      | 27 Juliol 1994 (26 anys)   | 15      | 1    | FK Partizan        |
| 12     | POR     | Dénes Dibusz        | 16 Novembre 1990 (30 anys) | 15      | 0    | Ferencvárosi TC    |
| 13     | MIG     | András Schäfer      | 13 Abril 1999 (22 anys)    | 6       | 1    | Dunajská Streda    |
| 14     | DEF     | Gergő Lovrencsics   | 1 Setembre 1988 (32 anys)  | 41      | 1    | Ferencvárosi TC    |
| 15     | MIG     | László Kleinheisler | 8 Abril 1994 (27 anys)     | 34      | 3    | NK Osijek          |
| 16     | MIG     | Dániel Gazdag       | 2 Març 1996 (25 anys)      | 6       | 1    | Philadelphia Union |
| 17     | MIG     | Roland Varga        | 23 Gener 1990 (31 anys)    | 22      | 3    | MTK Budapest       |
| 18     | MIG     | Dávid Sigér         | 30 Novembre 1990 (30 anys) | 13      | 1    | Ferencvárosi TC    |
| 19     | MIG     | Kevin Varga         | 30 Març 1996 (25 anys)     | 8       | 1    | Kasımpaşa          |
| 20     | DAV     | Roland Sallai       | 22 Maig 1997 (24 anys)     | 22      | 4    | SC Freiburg        |
| 21     | DEF     | Endre Botka         | 25 Agost 1994 (26 anys)    | 10      | 0    | Ferencvárosi TC    |
| 22     | POR     | Ádám Bogdán         | 27 Setembre 1987 (33 anys) | 21      | 0    | Ferencvárosi TC    |
| 23     | DAV     | Nemanja Nikolić     | 31 Desembre 1987 (33 anys) | 38      | 8    | Fehérvár           |
| 24     | DAV     | Szabolcs Schön      | 27 Setembre 2000 (20 anys) | 1       | 0    | FC Dallas          |
| 25     | DAV     | János Hahn          | 15 Març 1995 (26 anys)     | 2       | 0    | Paks               |
| 26     | DEF     | Bendegúz Bolla      | 22 Novembre 1999 (21 anys) | 2       | 0    | Fehérvár           |

## Representació de jugadors

### Per edat

#### Jugadors de camp
- Més vell:  Pepe
- Més jove:  Kacper Kozłowski

#### Porters
- Més vell:  Maarten Stekelenburg
- Més jove:  Anatoli Trubin

#### Capitans
- Més vell:  Goran Pandev
- Més jove:  Andrew Robertson

### Per equip
| Jugadors | Clubs                                                           |
| -------- | --------------------------------------------------------------- |
| 15       | Chelsea FC Manchester City FC                                   |
| 14       | FC Bayern de Múnic                                              |
| 12       | Juventus FC                                                     |
| 11       | FC Dinamo Kíev                                                  |
| 10       | Manchester United FC Borussia Dortmund Borussia Mönchengladbach |
| 9        | RB Leipzig Atalanta BC                                          |

### Per lliga
| Jugadors | Clubs                                                                         |
| -------- | ----------------------------------------------------------------------------- |
| 146      | Anglaterra                                                                    |
| 91       | Alemanya                                                                      |
| 74       | Itàlia                                                                        |
| 42       | Espanya                                                                       |
| 32       | Rússia                                                                        |
| 30       | França                                                                        |
| 19       | Ucraïna                                                                       |
| 18       | Turquia                                                                       |
| 17       | Hongria · Països Baixos                                                       |
| 15       | Txèquia                                                                       |
| 14       | Escòcia                                                                       |
| 13       | Croàcia                                                                       |
| 10       | Bèlgica                                                                       |
| 9        | Dinamarca · Polònia                                                           |
| 8        | Xipre · Portugal · Suècia                                                     |
| 6        | Suïssa · Gal·les · Estats Units                                               |
| 4        | Eslovàquia                                                                    |
| 3        | R.P. de la Xina · Grècia · Macedònia del Nord                                 |
| 2        | Àustria                                                                       |
| 1        | Albània · Bòsnia i Hercegovina · Canadà · Finlàndia · Japó · Noruega · Sèrbia |